# Willem Peters
Willem Peters (5. července 1903 – 30. března 1995) byl nizozemský atlet, specialista na trojskok, mistr Evropy z roku 1934.
Třikrát startoval v trojskoku na olympiádě – v Paříži v roce 1924 skončil jedenáctý, v Amsterdamu v roce 1928 byl pátý a v Los Angeles o čtyři roky později obsadil páté místo. V roce 1927 výkonem 15,48 m vyrovnal evropský rekord (jako nizozemský vydržel až do roku 1963). V roce 1934 s v Turíně stal prvním mistrem Evropy v trojskoku výkonem 14,89 m.